# Nördlingen (stacja kolejowa)
Nördlingen (niem: Bahnhof Nördlingen) – stacja kolejowa w Nördlingen, w regionie Bawaria, w Niemczech. 
Według klasyfikacji Deutsche Bahn posiada kategorię 5.

## Historia
Podczas budowy Ludwig-Süd-Nord-Bahn również planowano stację kolejową w Nördlingen, ponieważ miano nadzieję, że połączy się tutaj z siecią kolejową Wirtembergii. Ze względu na aspekty ekonomiczne wybrano projekt linii Donauwörth-Nördlingen-Oettingen-Gunzenhausen-Pleinfeld. W 1906 roku wybudowano linię Donauwörth-Treuchtlingen.
42,4 km odcinek Donauwörth-Nördlingen-Oettingen został zbudowany przez Königlich Bayerische Staatseisenbahnen i otwarto 15 maja 1849. Następnie zbudowano linię między królestwami Bawarii i Wirtembergii, które oprócz Nördlingen, wybrano Ulm jako drugie połączenie między kolejami państwowymi. Odcinek Aalen-Nördlingen został zbudowany jednak przez Królestwo Wirtembergii.
W byłej lokomotywowni Nördlingen znajduje się dziś Bawarskie Muzeum Kolei (BEM). 

## Linie kolejowe
- Riesbahn
- Nördlingen – Dombühl
- Nördlingen – Gunzenhausen
- Nördlingen – Wemding